# ديروط (مركز)
مركز ديروط، مركز إداري مصري. يقع في محافظة أسيوط الواقعة في جمهورية مصر العربية. القاعدة الإدارية للمركز هي مدينة ديروط.
من ابرز الشخصيات الهامة
النائب/ مراد قرشى
المهندس/ محمود دبيكى نصر